# Ечеверія Шоу
Ечеверія Шоу (Echeveria shaviana) — вид квіткових рослин роду ечеверія (Echeveria) родини товстолистих (Crassulaceae).

## Історія

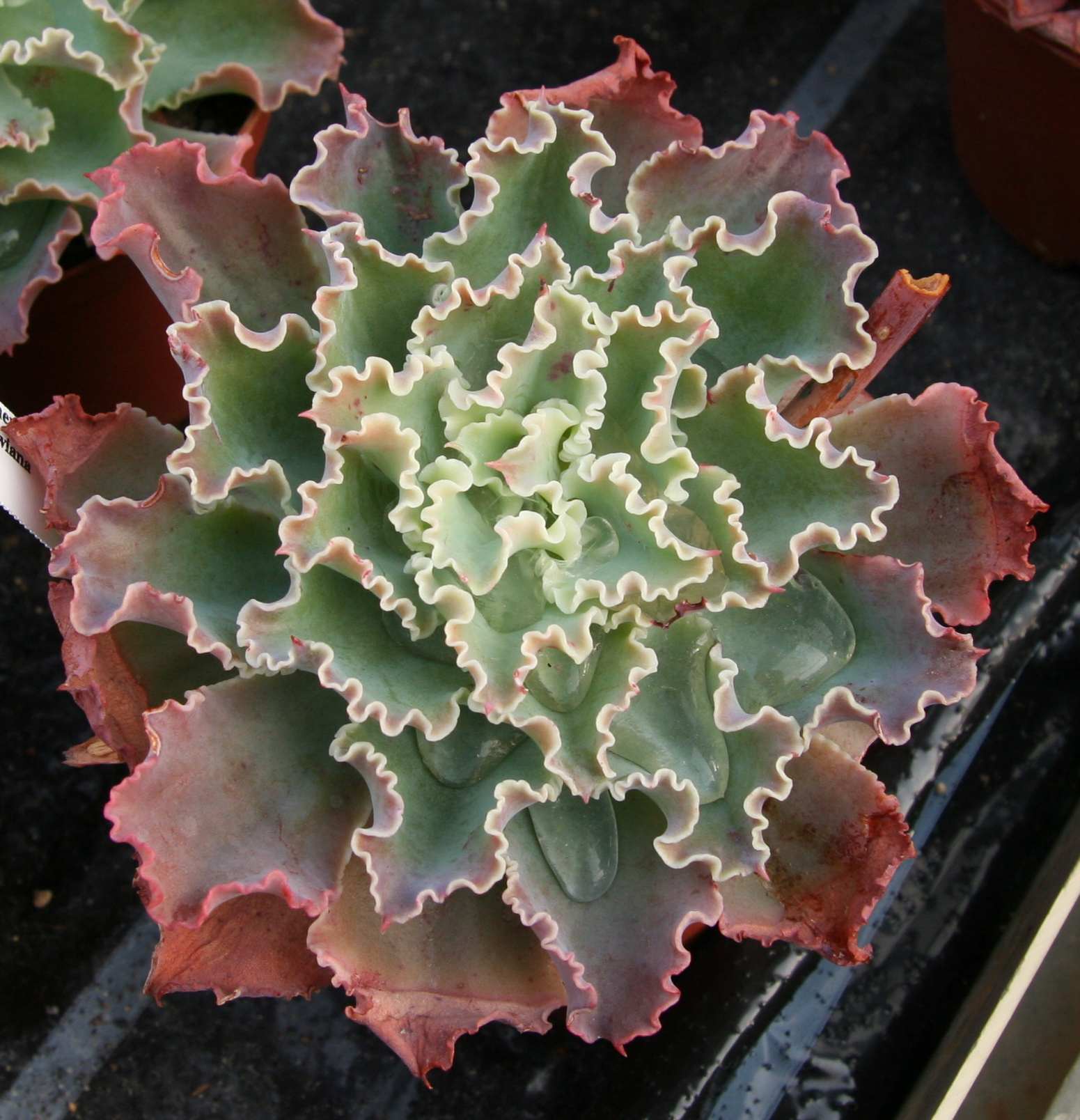
Echeveria shaviana в колекції торгового дому Хааге в Ерфурті

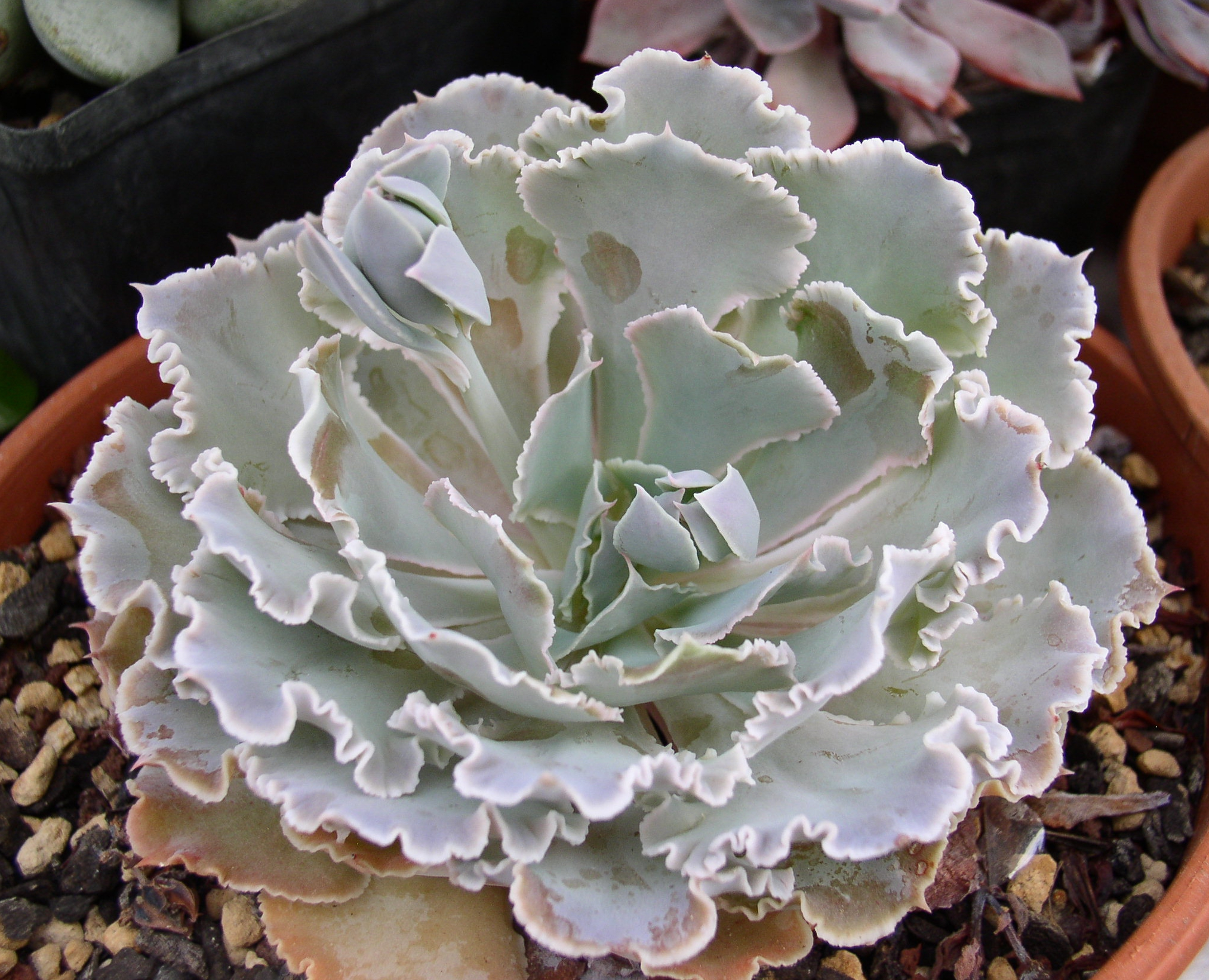
Echeveria shaviana в колекції організації «Conservatoire des Collections Végétales Spécialisées» (CCVS)

Цей вид ечеверій був знайдений Фрідріхом Густавом Меєром і Девідом Роджерсом в штаті Нуево-Леон на кордоні зі штатом Тамауліпас, Мексика 16 червня 1948 року. Ерік Вальтер (англ. Eric Walther) (1892–1959), що описав цю ечеверію, назвав її на честь Міссурійського ботанічного саду, який також називають «Садом Шоу» (ім'ям ботаніків, що першими почали збирати рослини для нього) — «Ечеверія Шоу».
Побутова назва — «Мексиканська курка» (англ. Mexican Hens).

## Морфологічний опис
Сукулентні, багаторічні розеткові рослини. Розетки досягають 10 см в діаметрі. Листя плоскі, широкі, до 5 см завдовжки і 2 см завширшки, не такі соковиті, як у більшості видів, сріблясто-рожевого забарвлення, мають хвилястий край. Стебло укорочене, листя притиснуті один до одного, і вся рослина нагадує качан капусти. Цвіте влітку. У середині літа з'являються два-три квітконоси, на кінці яких по черзі розпускаються до декількох десятків квіток. Колір квітконосів не відрізняється від кольору листя. Квітки рожеві або оранжеві. У зимовий період рослина втрачає велику частину листя.

## Ареал
Ареалом цього виду є Північна Мексика (штати Тамауліпас і Нуево-Леон), гірські місцевості.

## Утримання в культурі
Ця ечеверія належить до зимостійких видів і може культивуватися у відкритому ґрунті. Рослина надає перевагу яскравому сонячному освітленню, добре переносить прямі сонячні промені. Влітку утримують при 25 °C, взимку — при 10 — 12 °C.
Ґрунтова суміш складається з 1/3 парникової землі і 2/3 грубого піску.
Поливають з березня до жовтня 1 раз на тиждень, взимку — 1 раз на місяць.
Розмноження насінням, або вегетативно — стебловими або листовими живцями.